# Assedio di Montevideo (1812-1814)
L'assedio di Montevideo che si protrasse tra il 1812 e il 1814, chiamato anche secondo assedio di Montevideo, fu un episodio delle guerre d'indipendenza ispanoamericana che vide contrapposta la guarnigione spagnola presente nella città di Montevideo ad un esercito assediante allestito dal governo delle Province Unite del Río de la Plata e coadiuvato, per un più breve periodo, da milizie irregolari del territorio della Banda Oriental, futuro Uruguay.
L'assedio durò quasi due anni e si concluse con la caduta della città nelle mani delle truppe indipendentiste. Disattendendo l'accordo di resa stipulato, la guarnigione spagnola fu interamente catturata; solo gli ufficiali e i soldati di origine peninsulare furono lasciati in libertà.

## Antefatti

### La rivoluzione nellaBanda Oriental
Dopo lo scoppio della Rivoluzione di Maggio a Buenos Aires, capitale del Vicereame del Río de la Plata, le autorità del cabildo di Montevideo si mantennero leali al Consiglio di Reggenza che governava in Spagna durante la prigionia di Ferdinando VII. Mentre il governo rivoluzionario allestiva le sue truppe di terra, gli spagnoli continuarono a mantenere la supremazia navale.
I primi scontri tra Montevideo e Buenos Aires furono di scarsa rilevanza, e riguardarono l'occupazione da parte della flottiglia spagnola di località situate sui fiumi Uruguay e Paraná. Nell'ottobre del 1810 Gaspar de Vigodet fu nominato governatore della piazza navale di Montevideo; poco dopo si installò in città anche Francisco Javier de Elío, designato nuovo viceré e impossibilitato a raggiungere la capitale del vicereame in mano ai rivoltosi, che diede inizio alle operazioni di guerra nel Río de la Plata. Una piccola flottiglia patriota fu distrutta dalle navi realiste nella battaglia di San Nicolás.
La rivolta di alcuni piccoli proprietari terrieri chiamata Grito de Asencio (“Grido di Asencio”) sollevò le campagne della Banda Oriental. Alle milizie irregolari della regione, guidate da José Gervasio Artigas, si unirono le truppe di Buenos Aires; insieme occuparono l'intera Banda Oriental, con l'eccezione di Montevideo. Contro la città cominciò il primo assedio, diretto da José Rondeau.

### L'invasione portoghese
Il viceré Elío, assediato a Montevideo, cercò l'aiuto delle truppe portoghesi stanziate in Brasile, e sollecitò il loro intervento per sconfiggere i rivoluzionari. Il 17 luglio passò la frontiera un esercito di 3000 soldati portoghesi guidati da Diego de Souza; gran parte del territorio orientale e settentrionale ad est del fiume Uruguay fu occupato.
La giunta di governo di Buenos Aires fu obbligata a negoziare con Elío, anche in conseguenza della clamorosa sconfitta subita a Huaqui, che aveva costretto le truppe patriote a ritirarsi dall'Alto Perù. Le prime negoziazioni fallirono.
Il 23 settembre 1811, la giunta fu sostituita dal Primo Triumvirato, che assunse un atteggiamento molto più prudente nella conduzione della guerra, preferendo le soluzioni diplomatiche a quelle belliche. Come risultato, il 20 ottobre 1811 fu firmato un armistizio tra il Triumvirato e il viceré Elío, che stabiliva la fine delle ostilità, la fine del blocco navale sul porto di Buenos Aires, il riconoscimento della sovranità di Ferdinando VII da parte di entrambe le parti, l'autorità di Elío sul solo territorio della Banda Oriental e delle città di Concepción del Uruguay, Gualeguay e Gualeguaychú.

### L'esodo

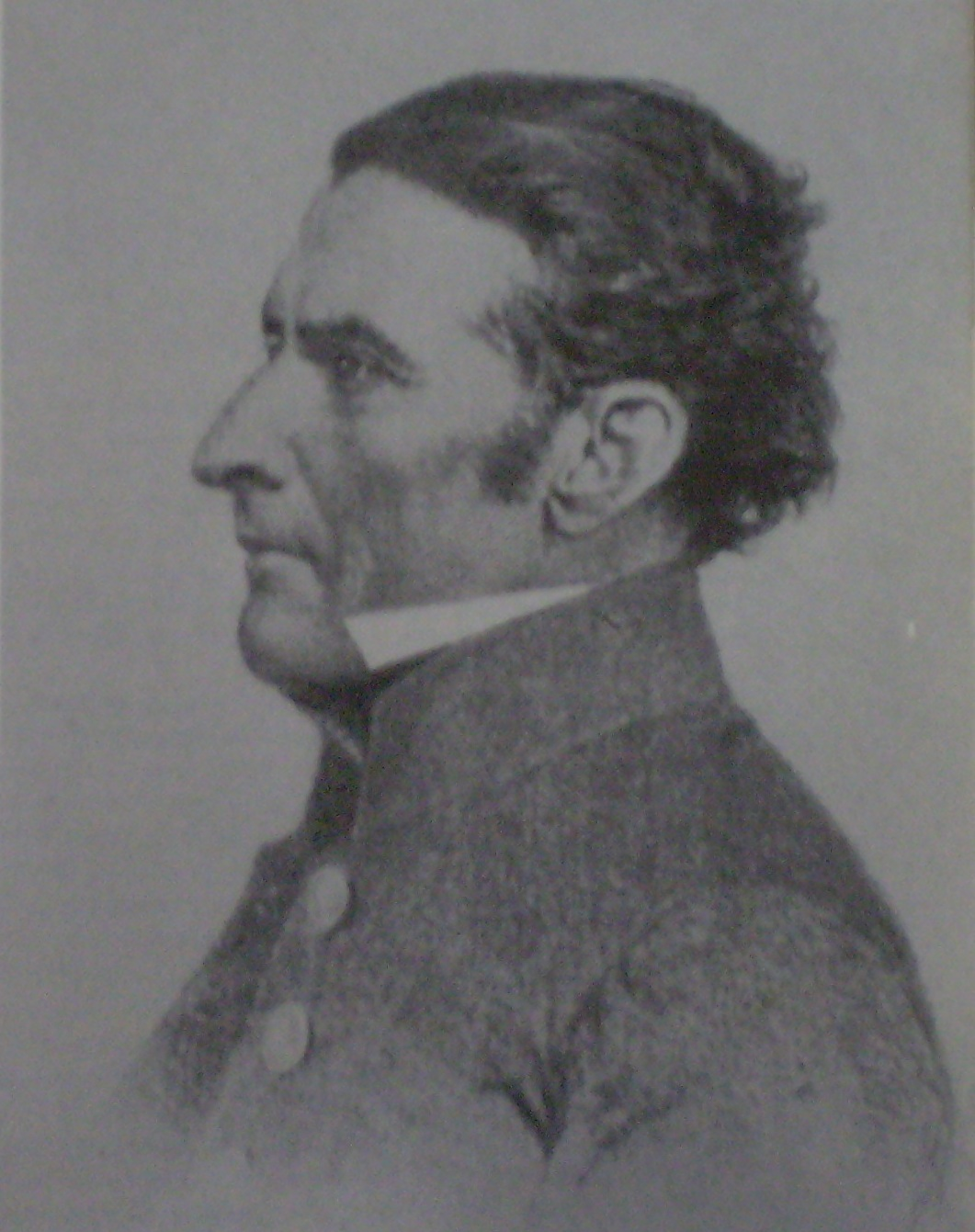
José Gervasio Artigas. Disegno di Juan Manuel Blanes.

Le truppe di Rondeau avevano tolto l'assedio il 12 ottobre, seguite dalle milizie di Artigas, che si ritirarono oltre il fiume Uruguay seguite dalla maggioranza della popolazione rurale della Banda Oriental; il numero di persone coinvolte nel cosiddetto éxodo oriental (“esodo orientale”) è stato indicato tra le 14000 e le 16000 unità. Gli orientali si sentirono abbandonati e rifiutarono l'accordo con Elío.
Dopo aver peregrinato su entrambe le sponde del fiume, la popolazione e le milizie orientali giunsero sul fiume Ayuí, ad Entre Ríos, mentre alcune pattuglie isolate si scontravano con i portoghesi. Il 15 novembre 1811 il Triumvirato nominò Artigas a capo dell'amministrazione civile e militare delle riduzioni gesuite sotto il controllo di Buenos Aires.
Screditato agli occhi dei difensori di Montevideo, delľinfanta Carlotta e dell'esercito portoghese, Elío fu richiamato in Spagna. Souza si rifiutò di ritirarsi in Brasile, esigendo che fossero dissolte le milizie di Artigas, che non avevano abbandonato completamente il territorio orientale; la stessa cosa fu chiesta al Triumvirato dal nuovo governatore realista di Montevideo, Gaspar de Vigodet. Con il suo fronte settentrionale già stabilizzato, il governo di Buenos Aires rispose che avrebbe fornito aiuto alle milizie orientali; considerando rotto l'armistizio, Vigodet riprese le ostilità il 31 gennaio 1812.
L'esercito portoghese, che era rimasto ad occupare il territorio orientale scontrandosi con i miliziani di Artigas, si dovette ritirare nei confini brasiliani a seguito del trattato stipulato il 26 maggio 1812 tra l'emissario di Giovanni VI Juan Rademaker e il governo di Buenos Aires, voluto dall'incaricato d'affari britannico lord Strangford.
Con l'allontanamento della minaccia portoghese, il Triumvirato cercò subito di riavvicinare Artigas, inviandogli il colonnello Ventura Vázquez con armi e denaro.

## L'assedio

### La prima fase
Il 5 aprile 1812, il Triumvirato aveva nominato il proprio esponente Manuel de Sarratea, persona vicina a lord Strangford ma totalmente digiuna di cose militari, comandante dell'esercito patriota nella Banda Oriental. Questi aveva stabilito in giugno il proprio accampamento sul fiume Ayuí, vicino a quello di Artigas; subito si era adoperato a sottrarre uomini e mezzi al caudillo orientale, con il quale i rapporti erano presto divenuti tesi. Nel campo di Artigas rimasero poco più di un migliaio di miliziani, oltre che la maggioranza della popolazione civile.

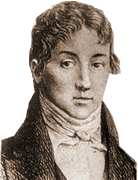
Manuel de Sarratea.

Le scorrerie di alcune pattuglie rivoluzionarie isolate nelle campagne attorno a Montevideo spinsero Vigodet ad allestire un piccolo corpo di spedizione realista chiamato Partida Tranquilizadora, al cui comando pose Benito Chain; questi rastrellò il territorio procurando risorse alimentari e bestiame da inviare in città, adottando misure estreme contro chiunque fosse trovato in possesso di armi o fosse solo sospettato di favorire la fazione avversaria. Timoroso dell'avvicinarsi di un nuovo assedio, il governatore spagnolo stabilì a Montevideo un'imposta del 4% sulle proprietà per poter pagare i soldati; nonostante la promessa di risarcire tale somma nel tempo di sei mesi, dovette ricorrere alla forza per sovvenzionare la guarnigione.
Il 1º ottobre 1812 una pattuglia di 200 gauchos guidati da José Eugenio Culta si avvicinò a Montevideo, dove fu scambiata per l'avanguardia patriota. Qui cominciò ad ingaggiare una serie di scaramucce con la guarnigione realista, mentre la sua squadra si andava ingrossando con l'arrivo di alcuni disertori della piazza militare spagnola.
Nel frattempo, a Buenos Aires l'arrivo della notizia della vittoria di Manuel Belgrano a Tucumán aveva screditato il Triumvirato, che aveva dato ordine al generale di rifiutare lo scontro e ritirarsi; l'8 ottobre i reparti militari diretti da San Martín e Alvear, accompagnati da civili di idee radicali, imposero al cabildo cittadino la destituzione del governo e l'elezione di un nuovo Triumvirato.
Il 20 ottobre 1812 la vera avanguardia dell'esercito patriota, 2000 uomini al comando di José Rondeau, giunse alle mura di Montevideo, dove si unì alle forze di Culta e diede inizio all'assedio. Il 1º novembre, la sortita di una pattuglia realista si risolse in uno scontro tra le due fazioni; i patrioti riuscirono a respingere gli spagnoli infliggendo loro la perdita di 14 soldati e il ferimento di altri 15, mentre nel campo indipendentista i morti ammontarono a 9.
Mentre le truppe assedianti incorporavano nelle loro file nuovi reparti, gli assediati si vennero a trovare in sempre maggiori ristrettezze. Una delle navi destinate a soccorrerli, la San Salvador, naufragò nelle acque di Maldonado portando alla morte la maggior parte degli uomini destinati a rinforzare la guarnigione; il 30 novembre invece arrivò nel porto di Montevideo la fregata Apodaca con un carico di armi, munizioni e denaro. Il 31 dicembre 1812 Vigodet tentò di rompere l'assedio, ma fu sconfitto nella battaglia del Cerrito; a seguito dello scontro la città rimase totalmente isolata via terra.

### La rottura con Artigas

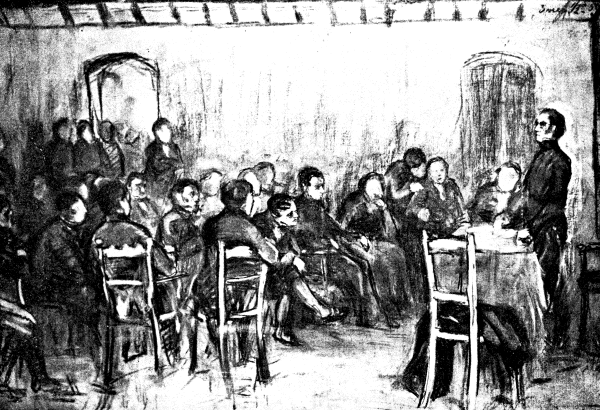
Artigas all'assemblea dell'aprile 1813. Bozzetto di Carlos María Herrera.

La notizia della vittoria di Rondeau arrivò agli eserciti di Artigas e Sarratea, ormai in piena lotta tra di loro, mentre questi marciavano separatamente per unirsi agli assedianti; anziché unirsi all'esercito patriota, però, il caudillo orientale assediò a sua volta le truppe assedianti, dopo aver comunicato a Rondeau che si sarebbe unito solo nel caso in cui Sarratea fosse stato destituito dal comando. Per aumentare la pressione sull'esercito regolare di Buenos Aires ordinò a Fructuoso Rivera di rubare i cavalli dal campo patriota. Spinto dalla convenienza, Rondeau riuscì a spingere il suo comandante alle dimissioni e a farsi nominare suo sostituto. Il 26 febbraio 1813 Artigas si unì all'assedio.
Alla ricerca disperata di viveri, gli spagnoli asserragliati nella piazza militare lanciarono una serie di attacchi via fiume, approfittando della loro superiorità navale. Il colonnello San Martín ricevette dal Triumvirato l'ordine di seguire da terra, al comando del nuovo reggimento di granaderos a caballo (“granatieri a cavallo”), la flottiglia realista; il 3 febbraio 1813 intercettò lo sbarco di un contingente spagnolo nei pressi di Rosario e li sconfisse nella battaglia di San Lorenzo. Nei mesi successivi si susseguirono le scaramucce e i bombardamenti, mentre la situazione degli assediati andava peggiorando sempre più.
Uno dei primi atti del Secondo Triumvirato era stato quello di convocare, con un decreto del 24 ottobre 1812, un'Assemblea (passata alla storia come Assemblea dell'anno XIII) che promulgasse la costituzione della nuova entità statale. All'inizio di aprile del 1813, in pieno assedio, Artigas convocò un'assemblea tra la popolazione della Banda Oriental che elesse i propri rappresentanti; ad essi diede una serie di istruzioni per portare avanti l'idea della creazione di uno stato fortemente federalista. Tali propositi andarono a scontrarsi con le idee accentratrici della maggior parte dei deputati, che, usando un pretesto formale, rifiutarono di accreditare i rappresentanti orientali.
L'arrivo di 3000 soldati spagnoli a Montevideo spinse il Triumvirato a chiedere a Rondeau di togliere l'assedio, ma questi rifiutò. Il comandante patriota, inoltre, convocò il 15 novembre insieme con Artigas una nuova assemblea destinata ad eleggere i deputati orientali; due giorni prima della data fissata, però, cambiò il luogo di raduno all'insaputa dell'alleato. Sotto la presidenza dello stesso Rondeau furono eletti i nuovi rappresentanti all'Assemblea generale; Artigas tuttavia non riconobbe l'elezione. Nello stesso periodo, a Rio de Janeiro il comandante deposto Sarratea cercava di negoziare un armistizio con la mediazione di lord Strangford.
Contrariato dalla situazione venutasi a creare, il 20 gennaio 1814 Artigas abbandonò l'assedio con tutte le sue truppe. Due giorni dopo l'Assemblea decise di concentrare il potere esecutivo nelle mani di una sola persona, creando la figura del Direttore Supremo delle Province Unite del Río de la Plata e nominando alla nuova carica Gervasio Antonio de Posadas; questi dichiarò Artigas traditore e condannò a morte chiunque non avesse abbandonato il suo accampamento nei successivi 40 giorni.

### La guerra navale

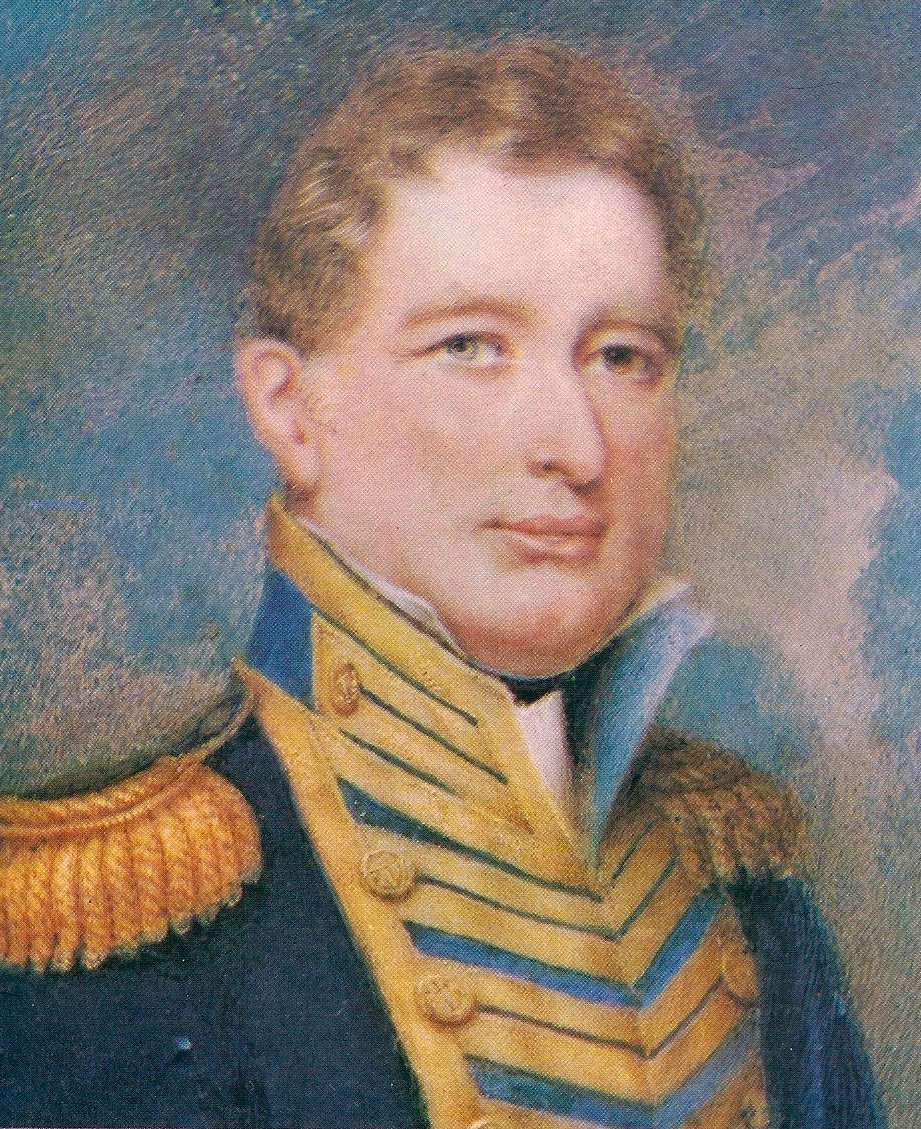
L'ammiraglio William Brown.

La supremazia navale spagnola nel Río de la Plata aveva spinto il governo di Buenos Aires alla creazione di una propria squadra navale. Su iniziativa del membro del Secondo Triumvirato Juan Larrea si diede quindi impulso alla costruzione di una flotta indipendentista; il Direttore Supremo Posadas scelse l'irlandese William Brown come comandante della nuova arma.
L'11 marzo, alla guida dell'appena costituita flotta delle Province Unite, Brown attaccò la squadra navale realista attraccata nell'isola di Martín García, venendo respinta. Quattro giorni dopo l'attacco si ripeté, e i patrioti riuscirono ad occupare l'isola; il comandante della flotta realista, Jacinto de Romarate, fu costretto a fuggire nelle acque del fiume Uruguay, inseguito dal nemico. Il 28 marzo, Romarate fu attaccato da una piccola squadra navale patriota, guidata dallo statunitense Thomas Notter, ma l'assalto fu respinto e lo stesso Notter morì nell'azione.
Il 20 aprile 1814, Brown completò il blocco navale della piazza militare realista; il 14 maggio salpò dal porto assediato una squadra navale spagnola, nel tentativo di forzare il blocco. Brown finse la ritirata, per porsi al riparo dall'artiglieria nemica; giunte nei pressi della baia del Buceo, le navi patriote aprirono il fuoco, cominciando uno scontro che sarebbe durato tre giorni. La battaglia del Buceo terminò con la vittoria della flotta delle Province Unite; il comandante realista Miguel de la Sierra rientrò a Montevideo il 17 maggio a bordo della checchia Hiena, dopo aver perso una corvetta, due brigantini e altre tre navi incagliate sulla costa.
La vittoria navale patriota lasciò Montevideo nell'impossibilità di rifornirsi di viveri e di resistere all'assedio.

### La caduta di Montevideo

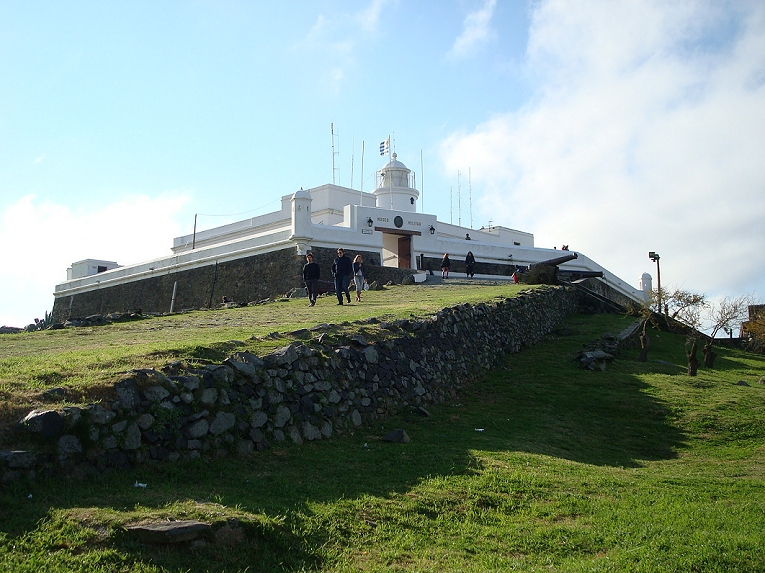
La Fortezza del Cerro a Montevideo.

Il 17 maggio 1814, lo stesso giorno della vittoria di Brown, Carlos María de Alvear prese il comando delle forze assedianti, portando negli accampamenti un rinforzo di 1500 soldati. Suo zio, il Direttore Supremo Posadas, lo aveva inoltre nominato governatore della Provincia Orientale; in tal modo gli aveva dato l'opportunità di entrare a Montevideo, privando Rondeau degli onori di un trionfo sicuro.
Vigodet, impossibilitato ormai a difendersi, mandò due emissari a Buenos Aires a trattare la pace, ma questi furono respinti dal governo delle Province Unite. Alvear fece sapere al governatore spagnolo di avere ricevuto il potere di trattare la resa, e ricevette nel suo campo i parlamentari realisti. Allo stesso tempo, però, Vigodet tentò di pervenire ad un accordo con le milizie orientali allontanatesi dall'assedio, ricevendo come risposta che questi sarebbero corsi in aiuto solo nel caso di una proclamazione di indipendenza dalla Spagna.
Un tentativo di sollevazione promosso il 20 giugno in città dai più esagitati elementi realisti, sedato a fatica, costrinse Vigodet ad accelerare le trattative; lo stesso giorno fu firmato dalle parti un accordo per la capitolazione di Montevideo. Sulla base dei patti, la città avrebbe dovuto continuare ad issare la bandiera spagnola, i beni degli abitanti avrebbero dovuto essere salvaguardati e alla guarnigione realista sarebbe stato concesso di marciare a Colonia del Sacramento per imbarcarsi verso la Spagna; la città avrebbe dovuto essere occupata da una forza di 1500 uomini due giorni dopo la ratifica dell'accordo.
Dopo aver consegnato il 22 giugno la fortezza del Cerro, il giorno seguente gli spagnoli cominciarono ad evacuare la città. Entrando con le sue truppe a Montevideo, con la scusa della mancata ratifica dell'accordo da parte del governo di Buenos Aires non tenne fede agli impegni presi: issò negli edifici pubblici la bandiera delle Province Unite e fece prigioniera l'intera guarnigione spagnola, sottraendole armi e munizioni. Contrariamente a quanto pattuito, inoltre, furono rilasciati i soli ufficiali e soldati di origine europea, mentre gli altri furono tutti arruolati a forza nell'esercito delle Province Unite.

## Conseguenze
La caduta di Montevideo ebbe una grande importanza nel processo di indipendenza dei paesi dell'America del Sud: nel maggio del 1814 Ferdinando VII era tornato sul trono di Spagna, dal quale aveva dichiarata nulla la Costituzione e aveva cominciato a preparare una spedizione di 12000 uomini per riconquistare le Americhe. La capitolazione della città privò il corpo di spedizione di un porto sicuro di destinazione, costringendo il sovrano a dirottare l'armata verso il Vicereame della Nuova Granada. In un'epoca in cui la repressione stava prendendo il sopravvento sui movimenti indipendentisti, le Province Unite del Río de la Plata si trovarono così al riparo dalla minaccia realista nel loro fronte orientale.
Alla minaccia realista, tuttavia, si sostituì un'altra minaccia per la borghesia mercantile di Buenos Aires: la rottura di Artigas con il governo centralista delle Province Unite fu il punto d'avvio delle guerre civili argentine. L'esempio di Artigas nella Banda Oriental fu presto ripreso da altre province del decaduto vicereame, iniziando una serie di sollevazioni contro il centralismo della capitale; con i territori di Santa Fe, Entre Ríos, Corrientes, Córdoba e Misiones, sotto l'influsso del caudillo orientale la Banda Oriental costituì la Liga de los Pueblos Libres (“Lega dei Popoli Liberi”), che nel 1815 rifiutò di inviare propri rappresentanti al Congresso di Tucumán.
Già durante l'assedio di Montevideo, il Direttore Supremo Posadas aveva inviato contro Artigas un esercito che era stato sconfitto dal suo luogotenente Fernando Otorgués sul fiume Espinillo. Dopo la sconfitta nella battaglia di Guayabos del 10 gennaio 1815, Alvear, diventato Direttore Supremo, decise di ordinare all'esercito delle Province Unite l'abbandono di Montevideo, che fu posto in essere il 25 febbraio; la città fu occupata due giorni dopo dalle truppe di Artigas. L'anno seguente, approfittando della debolezza militare delle milizie orientali, un esercito luso-brasiliano tornò ad invadere la Banda Oriental.